# سرگیه-فیودوروفکا
سرگیه-فیودوروفکا (به لاتین: Sergeye-Fyodorovka) یک منطقهٔ مسکونی در روسیه است که در استان آمور واقع شده‌است.